# バロック建築

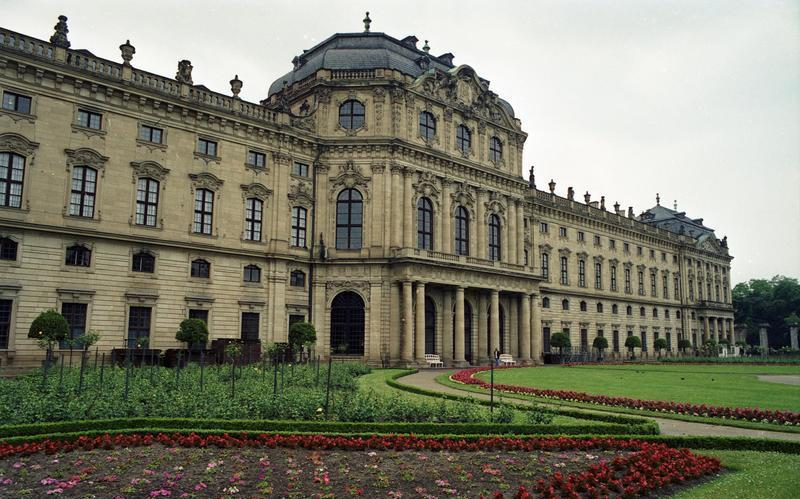
ヴュルツブルク司教館。バルタザール・ノイマンの設計である。

バロック建築（バロックけんちく、Baroque Architecture）とは、イタリアに始まり、16世紀から18世紀初頭にかけてヨーロッパ各国に広まった建築様式を指す。
動的で劇的な様式であり、凹凸の特徴、うねる局面、過剰な装飾、光と影の演出、中心軸の強調、空間的抑揚がバロック建築の特徴である。建築そのものだけではなく、彫刻や絵画を含めた様々な芸術活動によって空間を構成し、複雑さや多様性を示すことを特徴とする。特に内部空間の複雑な構成は、他の建築様式とは際立った特色となっている。
バロックの語源はポルトガル語のBarocco（歪んだ真珠）といわれ、元々は一部に見られるグロテスクなまでに装飾過剰で大仰な建築に対する蔑称であったが、のちに広く17・18世紀の美術・建築に見られる傾向を指す様式概念として用いられるようになった。
19世紀の様式氾濫期になるとバロック様式が国家建築にふさわしい様式として復興したが、これについては歴史主義建築を参照。

## 概説
バロック建築は、彫刻や絵画、家具などの諸芸術が一体となった総合芸術となっていることを特徴とする。現代的な視点では、彫刻や家具といったものは建築とはあまり関わりなく存在しているが、バロック建築において、これらは建築とは不可分の要素であった。このような芸術活動には、莫大な知識の集積と多くの芸術家を抱えられるだけの資本が必要であったが、これを支えたのが世俗化された教会権力と絶対王政であった。
バロック建築は、宗教改革によって低下したカトリック教会の政治的権威を芸術活動によって補おうとしたシクストゥス5世や、パウルス5世などの活動により、16世紀末から17世紀初期にかけてローマで始まった。やがてイタリアでのバロック建築は衰退するが、絶対王政を敷く大国フランス王国に継承され、太陽王ルイ14世のもとで絶頂期を迎えた。バロック建築は、さらに当時の強国であったオーストリア大公国、プロイセン王国、スウェーデン王国、ロシア帝国などにも波及し、ボヘミアでは独特なバロック建築を生み出す。しかし、他に比べ王権力が弱いイギリスなどではフランスやオーストリアのようなバロック建築はあまり取り入れられなかった。他方、スペイン帝国やポルトガル王国によってラテンアメリカやフィリピンにもキリスト教化の推進に伴いバロック建築の教会が多数造営された（ウルトラバロック参照）。また、キリスト教国ではないオスマン帝国においても、18世紀から19世紀にかけての西洋化改革に伴い、領内に多数のバロック建築が生み出された。
バロック建築は彫刻や調度品が建築の一部を形成するため装飾に対する嗜好性が見られ、後期にはサロン文化の隆盛に伴って、室内装飾に重点が置かれるロココと呼ばれる傾向を示すようになる。しかし、18世紀になるとロココの繊細で洒落たデザインは軽薄で軟弱なものと批判されるようになり、フランスでは新古典主義建築の勃興とともに衰えた。
19世紀の様式氾濫期になると、バロック建築が国家建築を飾るのにふさわしい様式として再び復興した（ネオ・バロック）が、近代建築運動の隆盛によって終息した。

## 歴史

### ローマと北イタリアの初期バロック建築
バロック建築の着想は、一般にミケランジェロの設計したサン・ピエトロ大聖堂の荘厳性や崇高性の中に初めて現れると考えられているが、そのデザインは、他ならぬ彼自身のマニエリスム的な厳格さの中に埋没し、それ以上の展開を見せることはなかった。1520年代のミケランジェロやラファエロらの芸術活動の中に、バロックへの萌芽が見られることはしばしば指摘されている。
17世紀に入ると、武力をも辞さなかった対抗改革の宗教的厳格さは退潮し、異端審問などはローマではほとんど行われなくなった。政治的な重要性が低下するにつれて、芸術によって信者をつなぎ止めるため、ローマ教皇や枢機卿は壮大な教会や宮殿を建設することに熱心なパトロンとなった。バロック建築は 1590年代のローマに始まり、こうした風潮が世間を支配するようになる1630年から1670年にかけて開花していった。
カルロ・マデルノは、1606年にサン・ピエトロ大聖堂の身廊部分とファサードを設計し、1626年にそれを完成するまで同聖堂の主任建築家として、そしてローマの主導的な建築家として活躍した。彼は最初の本格的なバロック建築としてパラッツォ・マッティを設計（1598年）したが、バロック建築史の中で最も重要なのは、彼が最晩年に設計したパラッツォ・バルベリーニである。北イタリアの別荘に着想を得たプランを持つこの宮殿は、部屋の繋がりも楕円の第二階段もパラーディオの概念に基づくものだが、中庭を持たないH型の平面はそれまでには全く見られない新しい形状であり、後期バロック建築の宮殿建築の発展において重要な意味を持っている。この建築には、ローマ・バロック建築を代表する二人の芸術家、ジャン・ロレンツォ・ベルニーニとフランチェスコ・ボッロミーニが参加しており、正面ファサードは主にベルニーニが、細部装飾についてはボッロミーニが携わった。
ベルニーニは、マデルノ亡き後、ローマの彫刻と建築の第一人者となった。彼はミケランジェロと同じ彫刻家として出発し、絵画を遺し、最も重要な建築を設計し、そしてミケランジェロと並ぶほど重要な芸術家とされる。しかし、両者の芸術的アプローチは全く異なる。ベルニーニは初期の作品では、マルティーノ・ロンギと同じく表現の選択肢を増やし、これを複雑に組み合わせることによって強い印象を与えるようなデザインを用いた。サン・ピエトロ大聖堂内部の天蓋付き祭壇（1624年設計）はこの典型で、ねじれ円柱や相互にかみ合う破風などのダイナミックな構成は、大聖堂内部の広大な空間の中でペテロの墓所を示す効果的な焦点となっている。しかし、これの形態はミケランジロをはじめとするマニエリスム芸術家の好みには全く合わないと思われる。
やがて彼は、建築の空間そのものを意識的に構成するようになる。サン・ピエトロ大聖堂のレッタ広場（正面前の台形の広場）、オブリクァ広場（楕円形の広場）、そしてそれを取り囲む列柱廊にもそれは見られるが、より重要な作品はバチカン宮殿のスカラ・レジアである。そこでは敷地のいびつさを逆に利用し、両壁を収斂することによって空間の奥行きを矯正している。
ボッロミーニは、すでに初期の作品において旧習を無視したバロック建築の独特な空間を生み出した。サン・カルロ・アッレ・クワトロ・フォンターネ聖堂の内部は、サン・ピエトロ大聖堂のドームを支える主柱に収まるほどの非常に小さな空間だが、初期バロック建築の最も重要な空間構成を持っていると言われている。彼の構築した空間は、どのような要素がどのように組み合わされているのか、一見しただけでは判らない。内部空間と外部空間の複雑な合成は彫塑的で、揺れや歪みという言葉によって修飾される。空間を複合・統合して作り上げていくその造形力はベルニーニよりも強烈だが、それゆえにベルニーニは、ボッロミーニの建築を妄想的であると断じた。さらに、彼は代表作となるサンティーヴォ・アッラ・サピエンツァ教会堂の設計に着手し、バロック建築の嗜好する空間を最も説得力のあるかたちで実現させた。ボッロミーニの建築は特殊なものに見えるが、同時に空間を扱う一般解を提示しており、その経験はやがてドイツのバロック建築に引き継がれた。
ボッロミーニの空間処理方法は、イタリアではその真意をほとんど理解されることのないまま模倣されたが、グァリーノ・グァリーニはボッロミーニの方法をもとに独創的な空間をつくりあげた。ただし、彼の活躍の場はローマでなくてトリノである。また、彼は芸術家であるよりは、修道士、哲学者、そして数学者であった。数学的合理性に基づく空間を複雑に交差させる細部の処理方法は、彼が数学者であることに由来するかもしれないが、それゆえ、彼の建築は直接的な後継者をみなかった。ベルニーニやボッロミーニの造形がローマ的で個性的であるのに対し、トリノのサン・ロレンツォ聖堂などグァリーニによる装飾は、やはり個性的ではあるが、よりあか抜けた印象を与える。
ローマと北イタリアの初期バロック建築は、ベルニーニ、ボッロミーニの後、カルノ・ライナルディ、ピエトロ・ダ・コルトーナによってさらに独創的で多様な造形を形成するが、彼らの底流には常に量塊と彫塑性に対する好みが流れていた。しかし、17世紀末にはイタリアの造形力は衰退し、後期のバロックはフランスの影響を受けた古典的なものに移行する。そして、以後、ローマの芸術的地位は一地方並にまで転落し、イタリアが建築芸術を主導する立場に立つことはなくなるのである。

### フランスの古典的バロック建築
宰相リシュリュー、ジュール・マザランといった政治家によって経済的な活力を強力なものにしたパリは、すでに17世紀の初期から芸術の中心地としての地位をローマから奪いつつあった。フランスのバロック建築は、なによりもまず絶対君主制を具現するような国家建築において、その着想を得ることになった。
フランスでのバロックの傾向は、サロモン・ド・ブロスが設計した幾つかの建築に現れているが、より重要な仕事をしたのはフランソワ・マンサールである。彼はベルニーニやボッロミーニと同世代の人物だが、両者と比べると、オーダーをルネサンス建築の原理そのままに用いるなど、その作風は適度に抑制されている。彼の最も重要な建築は、1645年に起工されたパリのヴァル・ド・グラース教会とブロワ城のオルレアン館、ラフィット城館である。ヴァル・ド・グラース教会のバシリカとドームを組み合わせた円蓋式バシリカは、サン・ピエトロ大聖堂よりもドームの比重がより強調されたものとなっており、この特色は後期バロックの教会建築の特徴となっていく。ブロワのオルレアン館がパラッツオ・バルベリーニから着想を得ていることは明らかである。入隅を滑らかに納めるカーブした列柱や、内部空間に楕円形を導入する方法もイタリアから着想を得ているが、これらを優雅に、かつ控えめに表現する造形は、むしろロココ的な意匠を想起させる。
より古典的なバロック建築を好んだマンサールとは反対に、ローマ・バロック特有の意匠を好んだのはルイ・ル・ヴォーである。彼は豪放な細部のデザンや凹凸を全面に押し出した形をコレージュ・デ・キャトル・ナシオンにおいて表現したが、これはマンサールの抑制されたデザインとは対照的である。彼は実用的な平面を画き、特に邸宅建築にその力量を発揮した。ヴォー＝ル＝ヴィコント城は宰相ニコラ・フーケが建設したものだが、後に若きルイ14世が彼を失脚させてまで我がものとした。実際に、これは17世紀フランスの宮殿建築の嚆矢となる建築である。左右に突出部や、中央にドームを乗せた楕円形の広間など、ローマのバルベリーニ宮に着想を得たプランを採用しているが、庭園とそれを望む広間は後にヴェルサイユ宮殿で試みられる形式の原型であり、以後の宮殿建築に大きな影響を与えた。
パリが最も偉大な芸術家としてベルニーニを呼び、ルーヴル宮殿の東ファサードの設計を依頼したのは1664年である。王室建築物総監であったジャン＝バティスト・コルベールはベルニーニをパリに召還し、およそ3つのプランの変更を経て、1665年に工事を開始させた。しかし、ローマ・バロックの意匠はフランス人の好むところではなく、翌年工事は中断され、1667年にはル・ヴォー、クロード・ペローを含む建設委員会が結成され、最終案が合議された。ペローによるところが大きいとされるこのファサードは、ベルニーニ案からのモティーフをいくつか拝借してはいるが、彼のデザインとは全く印象が異なる。その雄大な造形はフランス古典主義建築の最も完成された姿とされ、その容姿はしばしばルイ14世様式と評された。
バロック芸術の源泉が完全にパリのものとなる17世紀末期には、フランスに近代的なアカデミーが創設された。そこでは絵画・彫刻・建築の教育が行われ、卒業すれば宮廷芸術家として社会的地位が約束されたが、一方で建築の形態を決定する手法はアカデミーによってコード化されることになり、国家機構の中に組み込まれた。ジュール・アルドゥアン＝マンサールは、こうしたアカデミー出身の典型的な人物である。ヴェルサイユ宮殿の王室礼拝堂は、内部空間の構成を完全にゴシック建築のものとされたが、1階が臣民の席であるのに対し、2階は国王席で、国王の住居と同じレベルで直結しているなど、地位を空間の階層として明確に分離している。彼はまた、ルイ14世にふさわしい記念碑的建築物として、廃兵院にドーム・デザンヴァリットを設計した。この平面プランはビュランやミケランジェロなどが16世紀に好んだ典型的な集中式礼拝堂だが、その内部空間はドームに支配されており、垂直性をかなり強調したものとなっている。このドームは、エッフェル塔ができるまで、パリのランドマークとなった。

### 中央ヨーロッパの後期バロック建築
18世紀初頭になると、神聖ローマ帝国、特にオーストリアでは後期バロック建築が最盛期を迎え、後期バロック・ロココ建築が下火になったフランスに代わって、これを牽引するはたらきを担った。
1683年にオスマン帝国を退けたハプスブルク家はフランスのルイ14世様式に匹敵しうる国家建築の構築を目指しており、その中心にあって指導的な役割をはたしたのがヨハン・ベルンハルト・フィッシャー・フォン・エルラッハであった。彼は様々な歴史的・世界的建築物とローマ建築特有の記念性を総合して国家様式を具現しようと試みた。彼の主要な空間構成は楕円である。彼の傑作のひとつであるウィーンのカールス教会や王立図書館は、中心にこの楕円形平面を置き、これに様々な歴史建築物を引用することによって独創的な建築を創造した。ことに王立図書館はゴットフリート・ライプニッツも関心を寄せている。
このように、彼の建築的アプローチはフランスのそれとは全く異なり、むしろベルニーニやボッロミーニの手法を想起させる。これは「オーストリアのヴェルサイユ」と呼ばれるシェーンブルン宮殿の景観において明確である。ヨハン・ルーカス・フォン・ヒルデブラントのシュヴァルツェンベルク宮殿とシュタルヘムベルク・シェーンブルク宮殿の意匠も、同様にローマの初期バロック建築の影響が強い。しかし、彼はベルヴェデーレ宮殿において、イタリア的でもフランス的でもない様々な工夫を凝らしており、オーストリアの後期バロック建築の到達点であると言える。彼らの意匠（特に都市型宮殿の構成）はボヘミアに広がり、プラハはその最も活動的な拠点となった。
オーストリア以外の地域では、フランスやイタリアの影響も受け、また、分割された政治機構のためにより複雑な様相を呈している。「バーバリアン・バロック」とも呼ばれるドイツ語圏のバロックは、しばしば装飾過多であることで知られている。内部空間は柱の垂直線以外は全て曲線・曲面で構成されていることが多いが、これはオーストリア西部でウォール・ピラー方式と呼ばれる構造方法が採用されたことによる。ゴシック建築に見られるように、構造体としての控壁は建物の外側に配置されるのが一般的だが、ウォール・ピラー方式は建物内部に控え壁を突出させることによって複雑な内部空間を形成した。この意匠とグァリーニの意匠を融合したのがバルタザール・ノイマンやドミニクス・ツィンマーマンである。彼らの複雑な空間の中に装飾が取り入れられ、中央ヨーロッパのバロック建築は劇的な空間を作り上げていくことになった。
ミュンヘンにあるザンクト・ヨハン・ネポムク教会を設計したエギド・クィリン、コスマス・ダミアンのアザム兄弟は、彼らの手法を取り入れて、絵画、彫刻、建築が一体となったきらびやかな空間を作り出した。ミュンヘンには、このほかにドイツにロココ建築を導入したフランス人建築家フランソワ・ド・キュヴィリエの設計した宮廷劇場がある。
ドイツにはこのほかに後期バロック建築の中心地が点在している。ザクセン選帝侯アウグスト強健王の命でダニエル・ペッペルマンが建設したツヴィンガー宮殿のあるドレスデン、バルタザール・ノイマンの設計による司教宮殿があるヴュルツブルクなどである。

### イギリスの古典主義建築
イギリスでは、ルネサンス建築がイニゴー・ジョーンズによってもたらされ、続くクリストファー・レンによる一連の建築活動によって古典主義建築が根ざすことになる。建築の多様性はどの国の後期バロックをも特徴的づける資質ではあるが、イギリスのバロック建築ほどその様式の記述に苦しむものはなく、実際に17世紀後期から18世紀前期にいたるイギリスの古典主義建築をバロック建築と呼ぶことは、様式論としてはあまり受け入れられていない。
17世紀のイギリス建築は、清教徒革命以前以後ではっきりと区分することができる（革命以前はジョーンズによる建築活動であるが、これについては北方ルネサンス建築を参照）。革命後にイギリス建築界の主導的立場に立ったのはレンである。彼は天文学者・数学者であり、建築的教養はイタリア滞在中にベルニーニに会ったにすぎないが、1666年のロンドン大火によって市街地が破壊されると、すぐにその再建計画を委託された。彼はここで51もの教会堂を建設しているが、その全てが彼の手によるものではない。彼が考案した教会堂は、それまでに存在した様々なプランを組み合わせたものではあるが、独創性も見られる。セント・ポール大聖堂は、当初完全な集中式バロック建築として計画されたが、様々な妥協の末に平面的にはバシリカ形式となった。しかし、ドーム部分の厳格な古典主義は、それまでのイギリス建築には全く存在しておらず、レンの革新性を物語っている。
18世紀のイギリス建築の形態は多元的であるが、その趣は硬く冷淡で、淡白な印象さえある。豪華さや偉大さを表現したイタリアやフランス、中央ヨーロッパのバロック建築とは対照的である。ジョン・ヴァンブラーは18世紀初期のイギリスを代表する建築家である。彼の設計したブレナム宮殿は巨大な規模の建築で、主屋と翼屋を備えたパラーディオ風の構成を持っており、バロック建築特有の重量感もある。しかし、各部のデザインは調和性がなく、鈍重で面白みに欠ける。

## 特徴
ルネサンス建築、また古典主義建築ではオーダーやアーチを用い、均整のとれた静的・理知的な構成の美しさを特徴とする。バロック建築でもオーダーやアーチが使われるが、しばしば曲面を用いたり彫刻・絵画を総動員するなどして、感情に訴える動的・劇的な空間を作り出そうとする。その点で反古典主義的とも言われる。

## 主要建築物

### イタリア
| 建造物名（所在地）                                                   | 工事期間        | 建築家                                                                                               |
| -------------------------------------------------------------------- | --------------- | --- |
| サンタンドレア・デッラ・ヴァッレ聖堂(ローマ)                         | 1591年 - 1623年 | ジャコモ・デッラ・ポルタ カルロ・マデルノ                                                            |
| サン・ピエトロ大聖堂の長堂部と正面（バチカン）                       | 1608年 - 1626年 | カルロ・マデルノ                                                                                     |
| パラッツォ・バルベリーニ（ローマ）                                   | 1625年 - 1633年 | カルロ・マデルノ（設計） ジャン・ロレンツォ・ベルニーニ（建設） フランチェスコ・ボッロミーニ（建設） |
| サン・ロレンツォ聖堂（トリノ）                                       | 1634年 - 1680年 | グァリーノ・グァリーニ                                                                               |
| サン・カルロ・アッレ・クワトロ・フォンターネ聖堂（ローマ）           | 1638年 - 1667年 | フランチェスコ・ボッロミーニ                                                                         |
| サンティーヴォ・アッラ・サピエンツァ教会堂（ローマ）                 | 1642年 - 1660年 | フランチェスコ・ボッロミーニ                                                                         |
| サン・ジョバンニ・イン・ラテラノ大聖堂（ローマ）改装工事             | 1646年 - 1650年 | フランチェスコ・ボッロミーニ                                                                         |
| ナヴォーナ広場の「四大河の噴水」（ローマ）                           | 1648年 - 1651年 | ジャン・ロレンツォ・ベルニーニ                                                                       |
| サン・ピエトロ大聖堂の「レッタ広場」「オブリクァ広場」「コロネード」 | 1657年 - 1667年 | ジャン・ロレンツォ・ベルニーニ                                                                       |
| 聖骸布礼拝堂（トリノ）                                               | 1657年 - 1694年 | グァリーノ・グァリーニ                                                                               |
| サンタンドレア・アル・クィリナーレ教会堂(ローマ)                     | 1658年 - 1670年 | ジャン・ロレンツォ・ベルニーニ                                                                       |
| イッマコラータ・コンチェッツィオーネ聖堂（トリノ）                   | 1675年 - 1694年 | グァリーノ・グァリーニ                                                                               |
| パラッツォ・カリニャーノ                                             | 1679年 - 1685年 | グァリーノ・グァリーニ                                                                               |
| パラッツォ・サルッツォ・ディ・パエサーナ（トリノ）                   | 1715年 - 1722年 | ジャン・ジャコモ・プランテーリ                                                                       |
| スペルガ大聖堂（トリノ）                                             | 1717年 - 1731年 | フィリッポ・ユヴァラ                                                                                 |
| スペイン広場の「大階段（スペイン階段）」（ローマ）                   | 1723年 - 1725年 | アレッサンドロ・スペッキ フランチェスコ・デ・サンクティス                                            |
| ストゥピニージ宮殿                                                   | 1729年 - 1731年 | フィリッポ・ユヴァラ                                                                                 |
| パラッツォ・デッラ・コンスルタ（ローマ）                             | 1732年 - 1737年 | フェルディナンド・フーガ                                                                             |
| トレヴィの泉（ローマ）                                               | 1732年 - 1762年 | 二コラ・サルヴィ（設計） ジュゼッペ・パニーニ（建設）                                                |
| カゼルタ宮殿                                                         | 1752年 - 1774年 | ルイージ・ヴァンヴィテッリ                                                                           |

### フランス
| 建造物名（所在地）                         | 工事期間        | 建築家                                                                |
| ------------------------------------------ | --------------- | --------------------------------------------------------------------- |
| 聖母訪問会修道院付属礼拝堂（パリ）         | 1632年 - 1634年 | フランソワ・マンサール                                                |
| ブロワ城の「オルレアン公の翼」             | 1635年 - 1638年 | フランソワ・マンサール                                                |
| オテル・ランベール（パリ）                 | 1640年 - 1644年 | ルイ・ル・ヴォー                                                      |
| メゾン城（メゾン＝ラフィット）             | 1640年 - 1651年 | フランソワ・マンサール                                                |
| ヴァル・ド・グラース教会（パリ）           | 1640年 - 1651年 | フランソワ・マンサール                                                |
| ヴォー＝ル＝ヴィコント城                   | 1657年 - 1661年 | ルイ・ル・ヴォー                                                      |
| ヴェルサイユ宮殿の改築・増築               | 1661年 - 1710年 | フランソワ・マンサール ジュール・アルドゥアン＝マンサール             |
| コレージュ・デ・キャトル・ナシオン（パリ） | 1662年 - 1688年 | ルイ・ル・ヴォー                                                      |
| 大トリアノン宮殿（ヴェルサイユ）           | 1670年 - 1708年 | ジュール・アルドゥアン＝マンサール                                    |
| オテル・デ・ザンヴァリッド（パリ）         | 1671年 - 1707年 | リベラル・ブリュアン ジュール・アルドゥアン＝マンサール（ドーム部分） |
| シャン＝シュル＝マルヌ城                   | 1699年 - 1707年 | ピエール・ビュレ                                                      |
| オテル・ド・スビーズ（パリ）               | 1704年 - 1709年 | ピエール＝アレクシス・デュラメール                                    |
| コンコルド広場（パリ）                     | 1757年 - 1772年 | アンジュ＝ジャック・ガブリエル                                        |

### イギリス
| 建造物名（所在地）                                 | 工事期間        | 建築家                                      |
| -------------------------------------------------- | --------------- | ------------------------------------------- |
| セント・ポール大聖堂（ロンドン）                   | 1675年 - 1711年 | クリストファー・レン                        |
| ハンプトン・コート宮殿（ロンドン）                 | 1689年 - 1694年 | クリストファー・レン                        |
| 王立海員病院（ロンドン）                           | 1699年 - 1728年 | クリストファー・レン                        |
| カースル・ハワード（ノース・ヨークシャー）         | 1699年 - 1712年 | ジョン・ヴァンブラー ニコラス・ホークスモア |
| ブレナム宮殿（オックスフォード）                   | 1705年 - 1727年 | ジョン・ヴァンブラー ニコラス・ホークスモア |
| セント・ジョージ・インザ・イースト教会（ロンドン） | 1714年 - 1729年 | ニコラス・ホークスモア                      |
| クライストチャーチ教会（ロンドン）                 | 1714年 - 1729年 | ニコラス・ホークスモア                      |
| セント・メアリー・ウールノス教会（ロンドン）       | 1716年 - 1727年 | ニコラス・ホークスモア                      |
| ザ・サーカス（バース）                             | 1754年 - 1768年 | ジョン・ウッド (父) ジョン・ウッド (息子)   |
| ロイヤル・クレセント（バース）                     | 1767年 - 1774年 | ジョン・ウッド (息子)                       |

### 中央ヨーロッパ
| 建造物名（所在地）                                                    | 工事期間        | 建築家                                                                               |
| --------------------------------------------------------------------- | --------------- | ------------------------------------------------------------------------------------ |
| テアティナー教会（ドイツ、ミュンヘン）                                | 1663年 - 1768年 | アゴスティーノ・バレッリ エンリコ・ズッカリ ジョヴァンニ・アントニオ・ヴィスカルディ |
| ヴィラヌフ宮殿（ポーランド、ワルシャワ）                              | 1677年 - 1696年 | アウグスティン・ヴィンセンティ・ロシチ                                               |
| リヒテンシュタイン宮殿（オーストリア、ウィーン）                      | 1692年 - 1705年 | ドメニコ・マルティネッリ                                                             |
| 聖ヴァヴジネツ大聖堂（チェコ、ヤブロネー・フ・ポドイェシュチェディー) | 1699年 - 1729年 | ヨハン・ルーカス・フォン・ヒルデブラント                                             |
| 聖ミクラーシェ教会（チェコ、プラハ)                                   | 1703年 - 1711年 | クリストフ・ディーンツェンホーファー                                                 |
| ブジェブノフ修道院（チェコ、プラハ）                                  | 1709年 - 1715年 | クリストフ・ディーンツェンホーファー                                                 |
| バンツ修道院（ドイツ、バート・シュタッフェルシュタイン）              | 1709年 - 1715年 | ヨハン・ディーンツェンホーファー                                                     |
| ツヴィンガー宮殿（ドイツ、ドレスデン）                                | 1711年 - 1728年 | ダニエル・ペッペルマン                                                               |
| カールス教会（オーストリア、ウィーン）                                | 1716年 - 1723年 | ヨハン・ベルンハルト・フィッシャー・フォン・エルラッハ                               |
| 帝国図書館（オーストリア、ウィーン）                                  | 1723年 - 1726年 | ヨハン・ベルンハルト・フィッシャー・フォン・エルラッハ（計画）                       |
| キンスキー宮殿（オーストリア、ウィーン）                              | 1713年 - 1719年 | ヨハン・ルーカス・フォン・ヒルデブラント                                             |
| ベルヴェデーレ宮殿（オーストリア、ウィーン）                          | 1714年 - 1723年 | ヨハン・ルーカス・フォン・ヒルデブラント                                             |
| ヴュルツブルクのレジデンツ（ドイツ）                                  | 1720年 - 1744年 | バルタザール・ノイマン                                                               |
| レグニツキエ・ポレ大聖堂（ポーランド）                                | 1719年 - 1733年 | キリアン・イグナーツ・ディーンツェンホーファー                                       |
| シュタインハウゼン巡礼教会（ドイツ、バート・シュッセンリート）        | 1728年 - 1733年 | ドミニクス・ツィンマーマン                                                           |
| 聖ヤン・ネポムツキー教会（チェコ、プラハ）                            | 1730年 - 1739年 | キリアン・イグナーツ・ディーンツェンホーファー                                       |
| ザンクト・ヨハン・ネポムク教会（ドイツ、ミュンヘン）                  | 1733年 - 1746年 | エギド・クィリン・アザム コスマス・ダミアン・アザム                                  |
| オットーベウーレン修道院（ドイツ）                                    | 1737年 - 1766年 | ヨハン・ミハエル・フィッシャー                                                       |
| ヴィースの巡礼教会（ドイツ、シュタインガーデン）                      | 1746年 - 1757年 | ドミニクス・ツィンマーマン                                                           |
| ネ―レスハイム修道院（ドイツ）                                         | 1747年 - 1792年 | バルタザール・ノイマン                                                               |
| ケペレの巡礼教会（ドイツ、ヴュルツブルク）                            | 1748年 - 1750年 | バルタザール・ノイマン                                                               |
| キュヴィリエ劇場（ドイツ、ミュンヘン）                                | 1732年 - 1762年 | フランソワ・ド・キュヴィリエ                                                         |

### その他（ロシア、北欧、中東）
| 建造物名（所在地）                                       | 工事期間          | 建築家                                              |
| -------------------------------------------------------- | ----------------- | --------------------------------------------------- |
| ドロットニングホルム宮殿（スウェーデン、ストックホルム） | 1662年 - 1750年頃 | ニコデムス・テッシン (父) ニコデムス・テッシン (子) |
| ストックホルム宮殿（スウェーデン、ストックホルム）       | 1697年 - 1760年   | ニコデムス・テッシン (子)                           |
| ピョートル大帝の夏宮殿（ロシア、サンクトペテルブルク）   | 1710年 - 1714年   | ドメニコ・トレジーニ                                |
| 冬宮殿（ロシア、サンクトペテルブルク）                   | 1745年 - 1742年   | バルトロメオ・ラストレッリ                          |
| ストロガノフ宮殿（ロシア、サンクトペテルブルク）         | 1753年 - 1756年   | バルトロメオ・ラストレッリ                          |
| ドルマバフチェ宮殿（トルコ、イスタンブール）             | 1843年 - 1856年   | ガラベット・アミリア・バリャン                      |